# オーラクリスタル

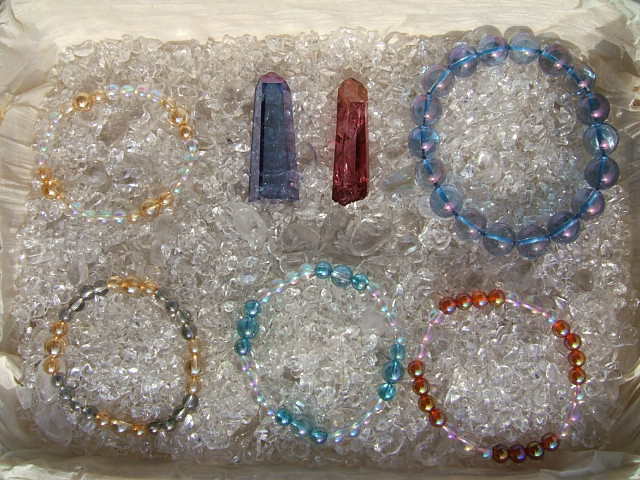
オーラクリスタルの一例

オーラクリスタル (aura crystal) は人工的に作られた宝石の一種。透明度が高くランクの高い水晶に金属を蒸着して作られる。コーティングクリスタルとも言う。
真空内において、水晶を熱し、その後高温に熱しイオン化した金属の蒸気を添加する。金属原子が水晶の表面に蒸着し独特の金属光沢を水晶に与える。
色合いは透明感のある色で、蒸着させる金属や温度によりさまざまな色合いを見せる。また独特の金属光沢を有す。
全体的に宝石の中でもさして高価ではなく、入手も容易である物が多いことから人気がある。ブレスレットなどの小さな装身具に用いるために、球状もしくはビーズ状に研磨されたものに加工を施しているものが多い。ペンダントなどの大きな装身具に用いたり、ポイントとして用いるために、水晶全体をそのまま用いることもある。またクラスター（群晶）のものも見られる。
クリスタルヒーラーの間では、コーティングクリスタル（オーラクリスタル）は価格もそれほど高くないことから人気が高い。
水晶以外でオーラクリスタルのような加工が施された石は、通常、○○オーラではなくフラッシュ○○と呼ばれる。